# Universitat Vanderbilt
Vanderbilt University (Universitat Vanderbilt; coneguda col·loquialment com a Vandy) és una universitat privada estatunidenca, fundada el 1873 i situada a Nashville, Tennessee. Rep el seu nom del magnat dels transports Cornelius Vanderbilt, que va dotar la universitat amb un primer fons d'un milió de dòlars; ho va fer no perquè tingués cap relació amb l'estat de Tennessee sinó perquè va creure que contribuiria a tancar les ferides de la Guerra Civil.
Vanderbilt acull uns 12.000 estudiants, dels Estats Units i de més de 90 altres països, en quatre escoles de grau, sis de postgrau i professionals. En depenen nombrosos centres de recerca i instituts, i també observatoris i l'hospital Vanderbilt University Medical Center. El campus se situa íntegrament a Nashville, amb l'excepció de l'observatori i alguns hospitals que depenen de la universitat. El campus en si és un jardí botànic amb més de 300 espècies d'arbres i arbustos.
La Universitat Vanderbilt ocupa els primers llocs entre les universitats estatunidenques. Obtingué el 15è lloc entre les millors universitats del país al U.S. News & World Report.